# فلاديمير فيسوتسكي
فلاديمير فيسوتسكي (بالروسية: Влади́мир Семёнович Высо́цкий) مغني وممثل وشاعر روسي. ولد فلاديمير فيسوتسكي في 25 يناير/كانون الثاني عام 1938 في موسكو. وكان أبوه سيميون فيسوتسكى عقيدا في الجيش وشارك في الحرب العالمية الثانية. أما أمه نينا ماكسيموفنا فكانت تعمل مترجمة من اللغة الألمانية. كان لمسار فلاديمير فيسوتسكي المهني تأثير مهم ودائم في الثقافتين السوفيتية والروسية.

## وصلات خارجية
- فلاديمير فيسوتسكي على موقع IMDb (الإنجليزية)
- فلاديمير فيسوتسكي على موقع الموسوعة البريطانية (الإنجليزية)
- فلاديمير فيسوتسكي على موقع روتن توميتوز (الإنجليزية)
- فلاديمير فيسوتسكي على موقع ألو سيني (الفرنسية)
- فلاديمير فيسوتسكي على موقع ألو سيني (الفرنسية)
- فلاديمير فيسوتسكي على موقع ميوزك برينز (الإنجليزية)
- فلاديمير فيسوتسكي على موقع أول موفي (الإنجليزية)
- فلاديمير فيسوتسكي على موقع قاعدة بيانات الأفلام السويدية (السويدية)
- فلاديمير فيسوتسكي على موقع أول ميوزيك (الإنجليزية)
- فلاديمير فيسوتسكي على موقع ديسكوغز (الإنجليزية)